# Villa Publica
La Villa Publica es un edificio público de la Antigua Roma cuyo nombre significa ‘Casa del Pueblo’ y que servía de sede para las operaciones de los censores.

## Ubicación
Se desconoce su ubicación exacta en el Campo de Marte. Para Platner, probablemente se encontraba al norte de la actual plaza de Jesús,] ya que, según la descripción de los autores clásicos, el edificio estaba situado entre el Circo Flaminio y la Saepta Julia. Sea como fuere, se admite generalmente que el espacio abierto de la Villa Publica incluía el territorio inmediatamente al sur del Diribitorium y al este del área sagrada del Largo di Torre Argentina, así como parte del área del Templo de Isis y Serapis.

## Función
El edificio era utilizado por los Magistrados romanos, en particular los censores, para realizar el censo y durante las levas de tropas. Las listas del censo se depositaban allí, al menos hasta siglo I a. C., cuando se depositaban en el cercano Templo de las Ninfas. Allí se alojaban los generales victoriosos que deseaban celebrar un triunfo y los embajadores extranjeros, al igual que los embajadores de Cartago en 202 a. C., y los del Reino de Macedonia en 197 a. C.

## Historia
La Villa Publica fue erigida en 435 a. C. por los censores Cayo Furio Pácilo Fuso y Marco Geganio Macerino, para asegurar el primer censo que tuvo lugar ese mismo año y albergar las listas. En 194 a. C. el edificio fue restaurado y ampliado. Fue renovado de nuevo en 34 a. C. por Cayo Fonteyo Capitón, cónsul sufecto al año siguiente.
Según los autores antiguos, fue en este edificio donde Sila hizo masacrar a 4000 prisioneros, capturados durante la Batalla de la Puerta Collina en 82 a. C. Los soldados capturados habrían sido reunidos allí para ser reclutados según las disposiciones legales.
La Villa Publica aún existía, al menos en parte, a principios del Alto Imperio romano y es mencionada por Flavio Josefo en su relato del triunfo celebrado por Tito y Vespasiano en el año 71. Probablemente fue reconstruida bajo Domiciano con la forma del Divorum.

## Descripción
La Villa Publica comprende un edificio destinado a oficinas de los magistrados y una gran plaza, posiblemente la antigua saepta u ovilia, único edificio permanente construido en el Campo de Marte a principios de la República.
El edificio aparece representado en una moneda emitida por Publio Fonteyo Capitón entre 59 y 55 a. C., la inscripción del reverso parece referirse a una restauración de Tito Didio, cónsul en 98 a. C. Se trata de un edificio cuadrado de dos plantas con columnatas, cuyo primer piso se abre al exterior a través de una serie de arcos, que ocupa el centro de un pequeño patio delimitado por una muralla.. Según Varrón, la arquitectura del edificio era sencilla y sin complicaciones, aunque estaba decorado con pinturas y estatuas.
| Planta intemporal de la parte central del Campo de Marte (Campus Martius) |
| --- |
| Termas de Nerón Estadio de Domiciano Panteón Basílica de Neptuno Termas de Agripa Stagnum? Odeón de Domiciano ¿Almacenes? Saepta Julia Diribitorium Porticus Divorum Aqua Virgo Arco de Claudio Porticus Vipsania Cuarteles de las Vigiles Templo de Isis y Serapis Templo de Minerva Chalcidica Altar de Marte Via Flaminia Via Flaminia Templo de Adriano Templo de Matidia Teatro de Pompeyo Templos de Largo Argentina Porticus Minucia Columna de Marco Aurelio T. de M.Aurelius y Faustina (?) Arco de M. Aurelio (?) Columna de Antoninus Pius Ustrinum Antoninorum Ustrinum M. Aurelii Via Recta Pórtico de Pompeyo Arcus Novus Porticus Meleagri Porticus de los Argonautas Piazza della Rotonda Villa Publica |